# Maria de Guise

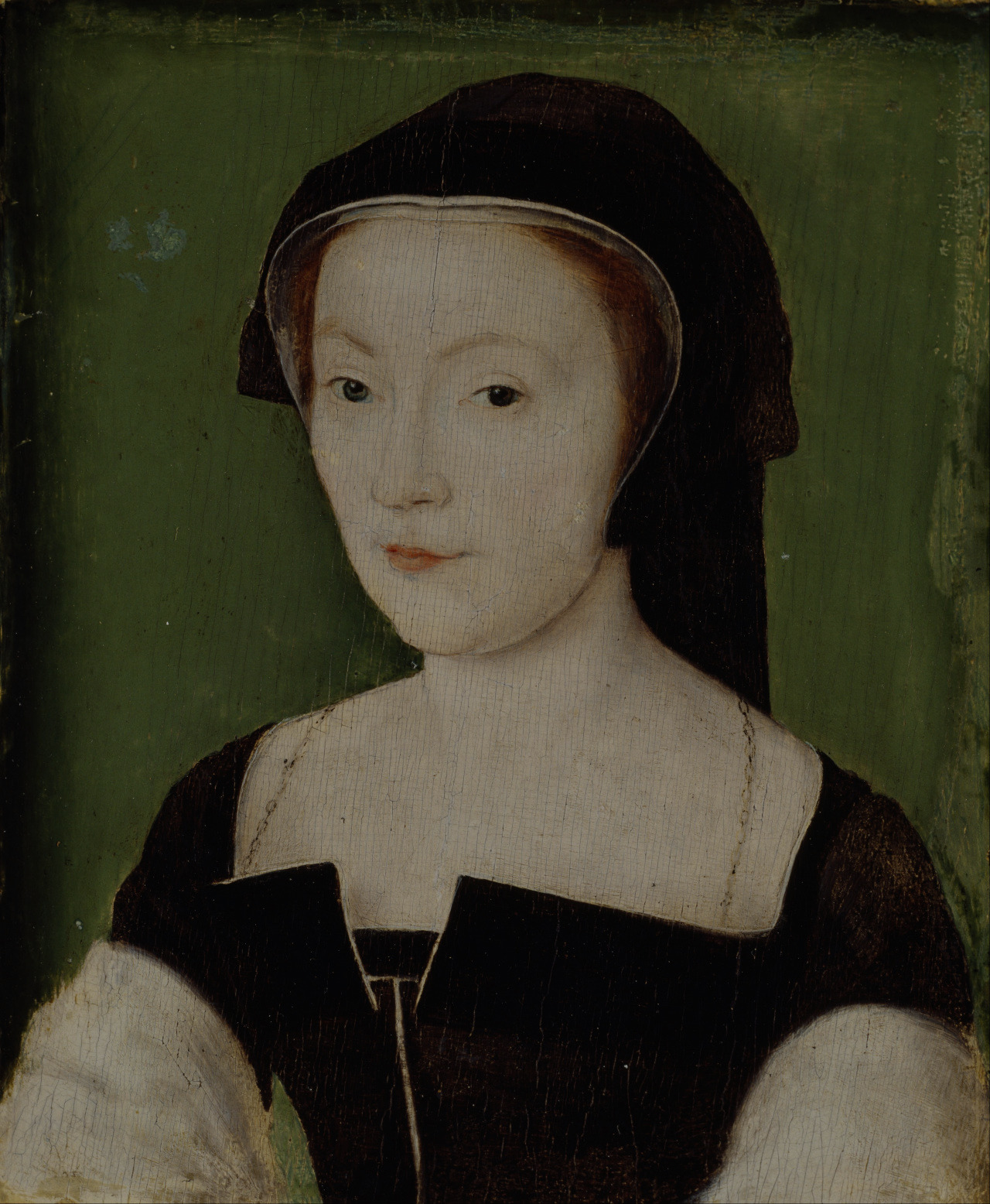
Maria de Guise

Maria de Guise (n. 22 noiembrie 1515, Bar-le-Duc, Lorena - d. 11 iunie 1560) a fost mama reginei scoțiene Maria Stuart și consoarta regelui Iacob al V-lea al Scoției și a domnit ca regentă a Scoției din 1554 până la moartea ei, în 1560. A fost fiica lui Claude, Duce de Guise, șeful Casei de Guise și a Antoinette de Bourbon-Vendôme.